# André Le Gall (acteur)
Pour les articles homonymes, voir Le Gall et André Le Gall.
Ne doit pas être confondu avec André Le Gal, l'écrivain français
André Le Gall, né à Paris le 14 mars 1917 et mort à Bois-Colombes le 25 juin 1974, est un acteur français.

## Filmographie

### Cinéma
- 1943 : La Cavalcade des heures de Yvan Noé - séquence censurée et coupée
- 1943 : Adieu Léonard de Pierre Prévert
- 1943 : Premier de cordée de Louis Daquin
- 1945 : Le Bataillon du ciel de Alexander Esway
- 1946 : L'assassin était trop familier de Raymond Leboursier - court métrage -
- 1947 : Fantômas de Jean Sacha
- 1947 : La Grande Volière de Georges Peclet
- 1948 : Passeurs d'or de Emile G. de Meyst
- 1949 : L'épave de Willy Rozier
- 1949 : Le Cas du docteur Galloy de Maurice Téboul
- 1949 : Drame au Vel d'Hiv de Maurice Cam
- 1949 : Je n'aime que toi de Pierre Montazel
- 1949 : Prélude à la gloire de Georges Lacombe
- 1950 : Zone frontière de Jean Gourguet
- 1950 : Coupable ? de Yvan Noé
- 1951 : La Taverne de la liberté - (La taverna della liberta) de Maurice Cam
- 1952 : Opération Magali de Laslo V. Kish
- 1952 : Le Secret d'une mère de Jean Gourguet
- 1953 : L'Ange du péché - (L'angelo del peccato) de Leonardo De Mitri
- 1956 : OSS 117 n'est pas mort de Jean Sacha
- 1971 : L'Albatros de Jean-Pierre Mocky
- 1971 : Lucky Luke de Morris et René Goscinny - dessin animé - (voix seulement)
- 1973 : L'Affaire Crazy Capo de Patrick Jamain

### Télévision
- 1974 : Le Juge et son bourreau de Daniel Le Comte : Oscar Von Schwendl
- 1973 : La Ligne de démarcation - épisode 12 : Janine (série télévisée) : Le trafiquant

## Théâtre
- 1944 : Antigone de Jean Anouilh, mise en scène André Barsacq, Théâtre de l'Atelier
- 1946 : Un souvenir d'Italie de et mise en scène Louis Ducreux,  Théâtre de l'Œuvre